# NT-kassett

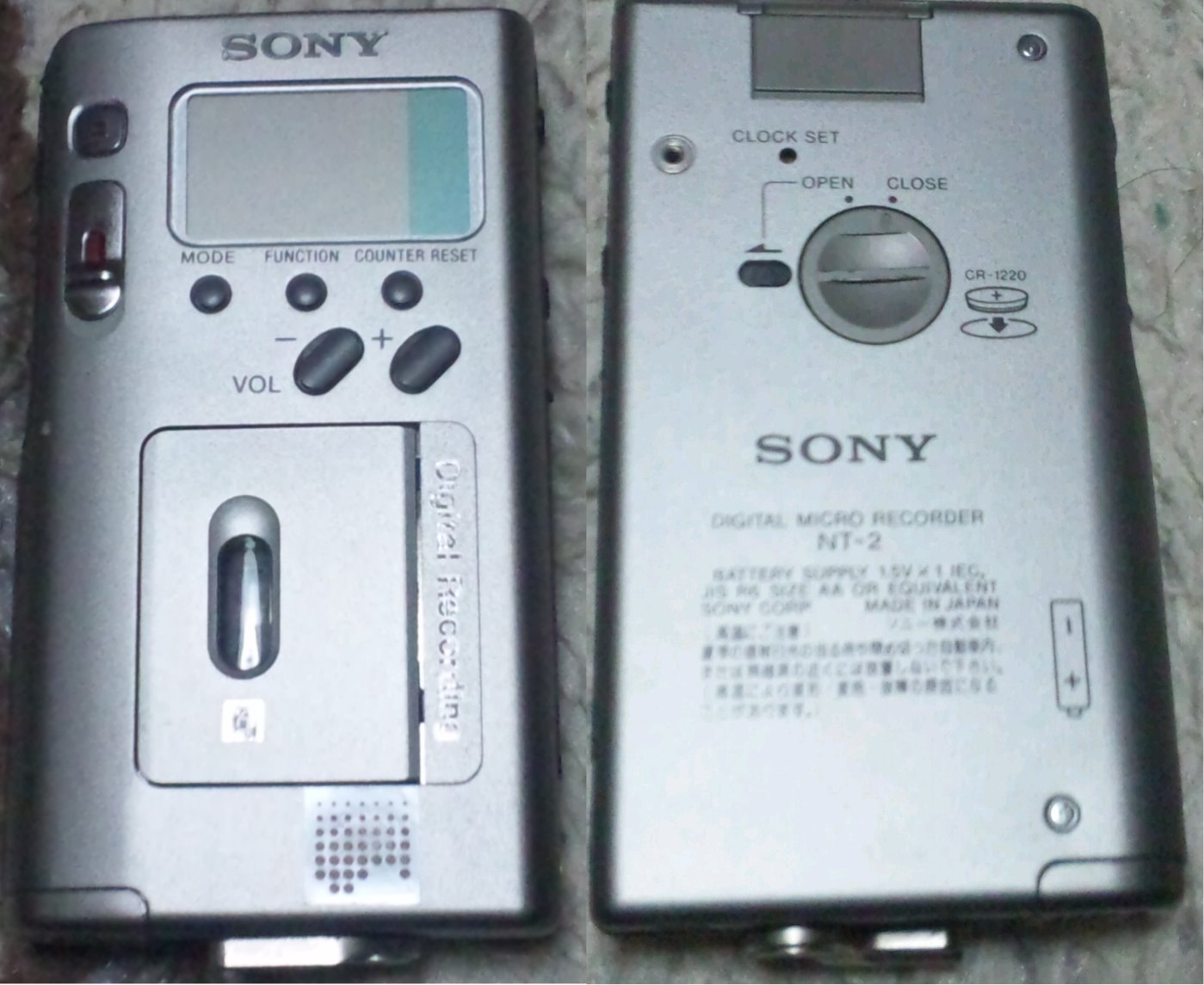
Sony NT-2 Digital Micro Recorder

En NT-kassett är ett digitalt ljudmedium. Det lanserades av Sony 1992, och marknadsfördes även ibland som "Scoopman". NT-kassetten hamnade i Guiness rekordbok 1994 som "världens minsta digitala band" och rymmer cirka 120 minuters inspelat ljud.

### Fotnoter
1. ↑  ”NT-1” (på engelska). Sony. 23 mars 1992. http://www.sony.net/Fun/design/history/product/1990/nt-1.html. Läst 21 juni 2015.
2. ↑  ”NT (1992 – late 1990s)” (på engelska). Museum of Obselete Media. 23 mars 1992. http://www.obsoletemedia.org/nt/. Läst 21 juni 2015.